# Kotex

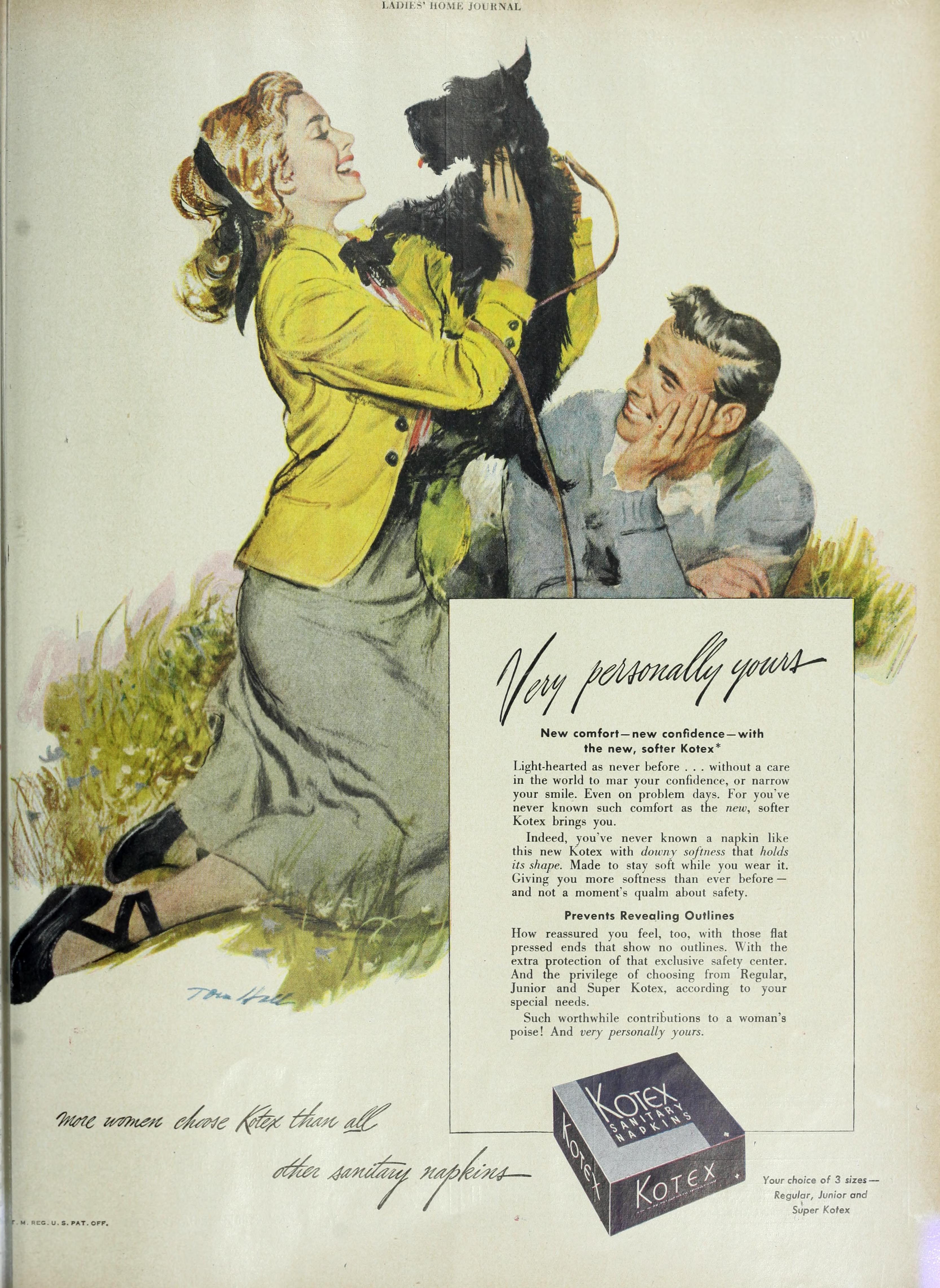
Publicité pour Kotex en 1948.

Kotex est une marque commerciale d'une ligne de produits du secteur de l'hygiène féminine. Elle est une filiale de la société Kimberly-Clark. La ligne de produit inclut les serviettes hygiéniques Maxi Pads, les protèges-dessous Lightdays et les tampons Feminine Wipes.  En plus des produits d'hygiène d'absorption régulière, Kotex produit également des tampons ultra-absorbants. 
Kotex devint célèbre en 1921 en insérant des annonces publicitaires révolutionnairement provocantes dans un magazine conservateur destiné aux femmes au foyer dénommé Good Housekeeping. Malgré les critiques qui s'élevèrent, le succès commercial les incita à placer davantage de publicités. La popularité grandissante de Kotex fut notamment décrite par l'auteure Mary Pauline Callender, qui écrivit des éditoriaux sur l'hygiène intime féminine.
L'incroyable succès de leurs publicités pour un produit que l'on considérait tabou propulsa les produits Kotex au rang des compagnies célèbres telles Listerine et Fleishmann qui utilisèrent les mêmes méthodes publicitaires à la même époque.